# Луїс Вейн
Луїс Вільям Вейн (англ. Louis William Wain) (нар.5 серпня 1860, Клеркенвелл, Лондон — пом.4 липня 1939) — англійський художник, відомий своїми численними антропоморфними зображеннями котів, кішок і кошенят.

## Життя та праця
Луїс Вільям Вейн був найстаршою дитиною в родині, серед п'яти сестер, жодна з яких ніколи не вийшла заміж. У віці тридцяти років наймолодша сестра була визнана божевільною і поміщена в божевільню. Решта сестер все своє життя прожили з матір'ю, майже як і сам Луїс, який прожив з нею більшу частину свого життя. Мати Луїса займалася оформленням церков і створенням візерунків для турецьких килимів.

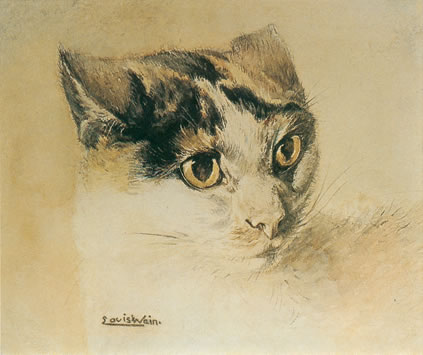
Натуралістичне зображення кішки (рання робота Вейна)

У дитинстві Луїс часто прогулював школу і подовгу гуляв Лондоном. Закінчивши вчитися, Вейн поступив до школи мистецтв Західного Лондона, а після її закінчення деякий час викладав. Коли йому було 20 років, його батько помер, тож Вейну довелося утримувати свою матір і сестер.
Незабаром після смерті батька Луїс залишає викладання і стає вільним художником. В основному він малює тварин і сільське життя, співпрацюючи з кількома журналами, такі як «Illustrated Sporting and Dramatic News» і «Illustrated London News». У 1880-х роботи Луїса Вейна зображали переважно англійське сільське життя: будинки, садиби і тварин, яких йому доводилося замальовувати на сільськогосподарських виставках. В його роботах того періоду фігурує багато тварин, вміння малювати яких він зберіг на все життя. У свій час він збирався заробляти на життя, малюючи виключно портрети собак.
У віці двадцяти трьох років Вейн, усупереч волі сім'ї, побереться з гувернанткою своїх сестер Емілі Річардсон, що була старша за нього на десять років, і переїжджає жити до неї в Хемпстед на півночі Лондона. Незабаром у Емілі виявляють рак і вона помирає через три роки після весілля. Під час хвороби єдиною розрадою Емілі було домашнє чорно-біле кошеня Пітер . Щоб порадувати Емілі, Вейн навчив його різним трюкам: кіт носив окуляри і сидів сумирно перед книгою, роблячи вигляд, що читає. У цей час сам Луїс починає малювати з нього численні ескізи. Пізніше Вейн писав про Пітера: «саме йому належить закладення основи для моєї кар'єри, він дав мені поштовх для розвитку моїх навичок і дав основу для моїх робіт». Пітер зображений на багатьох ранніх роботах Вейна.

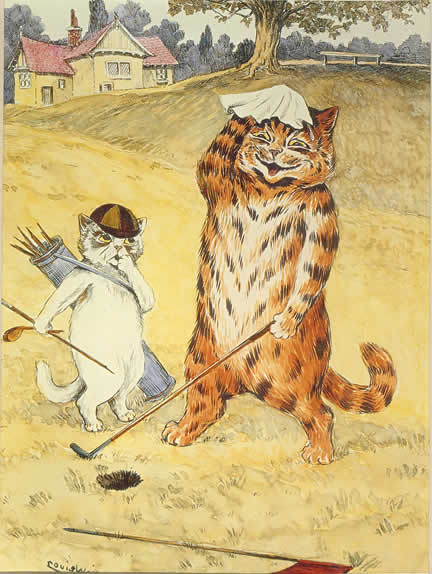
Антропоморфне зображення кішок Вейном

У 1886 році Вейн отримує замовлення на оформлення дитячої книжки «Заклад мадам Таббі». Перший малюнок Вейна зі схожими на людину кішками був опублікований у різдвяному випуску «llustrated London News» під назвою «Різдвяна вечірка кошенят» (A Kittens' Christmas Party). На малюнку, складеному з 11 секцій, були зображені 150 кішок (багато з яких були схожі на Пітера). На цьому малюнку кішки все ще ходили на чотирьох лапах, були без одягу і не мали того самого характерного для картин Вейна виразу морди, схожого на людське обличчя. У наступні роки кішки Вейна встали на задні лапи, стали широко посміхатися, використовувати іншу, майже людську міміку і носити звичайний людський одяг. На картинах Вейна кішки грають на музичних інструментах, п'ють чай, грають у карти, рибалять, курять і слухають оперу.
Протягом наступних 30 років Вейн активно творить, іноді навіть до 600 малюнків на рік. Він ілюстрував близько сотні книг для дітей, і його роботи часто з'являлися в газетах і журналах, наприклад у «Щорічнику Луїса Вейна»(Louis Wain Annual), який виходив з 1901 з 1915рр.. В 1902 році англійська пошта дозволила повністю заповнювати лицьову сторону листівок зображенням, і з тих пір листівки з малюнками Вейна здобули величезну популярність.
Ілюстрації Вейна часто пародіювали людську поведінку, були яскравою сатирою на модні течії і тенденції, що з'являлися у суспільстві. Вейн писав: «Я беру свій блокнот до ресторану чи у будь-яке інше жваве місце і просто малюю людей в їхніх звичайних позах як котів, наділяючи їх як можна більш людськими рисами. Це надає моїм роботам подвійну природу, і я вважаю їх своїми найкращими жартами».

## Боротьба за права тварин
Вейн брав участь у кількох благодійних товариствах, які працювали на благо тварин, таких, як Управлінська рада ліги наших німих друзів, Товариство захисту кішок, і Суспільство проти вівісекції. У 1890р. Вейн обирається президентом Англійського Національного котячого клубу. Вейн сподівався, що ця діяльність допоможе «зжити всю ненависть до кішок» в Англії.
Герберт Веллс говорив про нього: «Він перетворив себе на кота. Він винайшов котячий стиль, котяче суспільство, цілий котячий світ. Усі англійські коти повинні соромитися, якщо не будуть хоча б трохи схожими на котів Луїса Вейна».

## Перша світова війна і фінансові труднощі
Незважаючи на популярність, все своє життя Вейн зазнавав фінансових труднощів. Він повинен був утримувати матір і сестер, але в нього не було «ділової жилки». Вейн був простодушний і його було легко обдурити, його часто втягували в фінансові авантюри. Він ніколи не торгувався, що не раз підводило його у видавничому світі. Він не дбав про авторські права на малюнки, і часто продавав свої малюнки цілком, не залишаючи собі прав на їхнє перевидання. В 1907 він був притягнутий до суду міста Кент за великий борг, і Вейн був змушений перебратись в Америку, щоб уникнути скандалу, сподіваючись повернутися на батьківщину через кілька місяців. У Нью-Йорку його виставка була тепло зустрінута публікою. У США Вейн продовжує займатися малюванням коміксів для Hearst Newspapers і вкладає практично всі свої гроші в якийсь «чудовий винахід», який так і не був реалізований. У 1910р. в Англії помирає мати художника, і Вейн вирішує повернутися на батьківщину. Під час Першої світової війни Луїс Вейн практично втратив засоби до існування, а після війни опинився на межі бідності. З 1914 по 1918 роки Вейн отримав лише шість замовлень на ілюстрацію книг.

## Останні роки життя

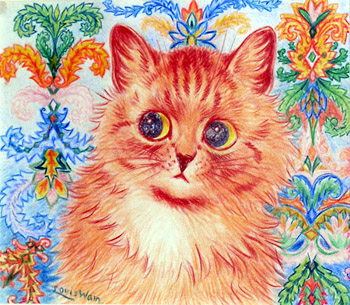
Малюнок, зроблений Вейном під час перебування в психіатричному госпіталі, добре видно абстрактні візерунки на задньому плані

Відомо, що останні роки свого життя Луїс страждав від шизофренії.
Луїса Вейна завжди вважали досить чарівною, але дивною людиною: він постійно плутався і не міг відрізнити факти від вимислу. Поступово його ексцентричність перетворилася на серйозне психічне захворювання. У нього виявився психічний розлад, який став прогресувати з роками. З моменту початку хвороби популярність Вейна стала падати. Поведінка та особисті якості Вейна сильно змінилися, він почав страждати від галюцинацій. Раніше Луїс був м'якою і довірливою людиною, але пізніше став агресивним і підозрілим, особливо до своїх сестер. Він заявляв, що мерехтіння кадрів на кіноекранах крали електрику з їхніх мізків, і що вони крадуть у нього гроші. Він почав блукати вулицями вночі, став часто переставляти меблі в будинку і проводив час на самоті, закрившись у своїй кімнаті, де писав незв'язні тексти.
В 1924 році Луїс був поміщений у Спрингфілдську психіатричну лікарню після того, як спустив свою сестру зі сходів. Через рік про це дізналася преса, і обставини його хвороби набули широкого розголосу, що призвело до візитів таких видатних людей, як Герберт Веллс, Ден Райдер і особистого втручання у справу прем'єр-міністра Великої Британії. Був організований фонд допомоги художнику, і Вейн був переведений в Бетлемську королівську лікарню, а потім, в 1930 році, в лікарню Непсбері поруч із Сент-Елбанс в Гартфордширі, на північ від Лондона. У цій клініці було відносно затишно, там був сад і цілий котячий розплідник, і Вейн провів там свої останні роки цілком мирно. Хоча хвороба прогресувала, його колишня м'яка натура повернулася до нього і він продовжував малювати в своє задоволення. Його роботи цього періоду характеризуються яскравими відтінками і квітами, складними абстрактними візерунками, хоча основна його тема — кішки — довгий час залишалася незмінною, поки не була остаточно витиснута фракталоподібними візерунками.
Серія з чотирьох робіт Вейна часто використовується як приклад в підручниках з психіатрії для ілюстрації змін стилю творчості в результаті розвитку психічної хвороби з плином часу. Але насправді ці зображення були створені в іншому порядку, а не в тому, в якому їх зазвичай демонструють. Усі свої малюнки цього періоду Вейн підписував, іноді залишаючи на звороті дивні, незв'язні міркування.
В останні дні свого життя Вейн остаточно втратив розум і був прикутий до ліжка. Він кожний раз піднімав голосний крик, коли до нього підходили лікарі, щоб зробити процедури. Помер художник 4 липня 1939 р. від відмови нирок і атеросклерозу.

## Посмертна популярність
Роботи Луїса Вейна знову отримали популярність в 90-х роках XX століття. Численні листівки з малюнками Вейна стали об'єктом колекціонування, ціна на них підскочила до 500-800 доларів США. Оригінальні малюнки та акварелі продаються за ціною від 5 до 35 тисяч доларів.

## Зовнішні посилання
- Інтерв'ю з Луїсом Вейном
- Catland: the art of Louis Wain (англ.)
- Louis Wain's Kitten Book [Архівовано 3 березня 2021 у Wayback Machine.]
- Луїс Вейн на Cartoonworld (англ.)
- 20Page% 202.htm Приклад того, як стиль Вейна змінювався в міру прогресування шизофренії (англ.)
- Малюнки Вейна під час його перебування в психіатричній лікарні [Архівовано 10 червня 2018 у Wayback Machine.] (англ.)
- Waincats [Архівовано 30 січня 2009 у Wayback Machine.] (англ.)
- Сайт з безліччю репродукцій (англ.)
- Біографія художника (англ.)
- Ще одна біографія (англ.)
- Декілька фотографій художника

1. ↑  Depicter of cats. Death of Mr. L. W. Wain. // The West Australian — Perth: 1939. — ISSN 0312-6323
2. 1 2  RKDartists
3. ↑  Madame Tabby's establishment